# Cafeína deshidrogenasa
La cafeína deshidrogenasa (EC 1.17.5.2) es una enzima que cataliza la siguiente reacción química:
Por lo tanto los dos sustratos de esta enzima son la cafeína, ubiquinona0 y agua, mientras que sus dos productos son el trimetilurato y ubiquinol0.

## Clasificación
Esta enzima pertenece a la familia de las oxidorreductasas, más específicamente a aquellas oxidorreductasas que actúan sobre grupos CH y CH
2 como donantes de electrones y una ubiquinona o compuesto similar como aceptor.

## Nomenclatura
El nombre sistemático de esta clase de enzimas es cafeína:ubiquinona oxidorreductasa.

## Papel biológico
La cafeína deshidrogenasa fue aislada de la bacteria del suelo Pseudomonas sp. CBB1, la presencia de esta enzima le permite a la bacteria crecer en un medio utilizando cafeína como única fuente de carbono, nitrógeno y energía, vía conversión de esta cafeína en un intermediario químicamente emparentado con el ácido úrico.